# پرل مورونی
پرل مورونی (انگلیسی: Perle Morroni؛ زادهٔ ۱۵ اکتبر ۱۹۹۷) بازیکن فوتبال اهل فرانسه است.
از باشگاه‌هایی که در آن بازی کرده‌است می‌توان به باشگاه فوتبال بارسلونا اشاره کرد.
وی همچنین در تیم‌های ملی فوتبال France women's national under-17 football team, France women's national under-19 football team، و زنان فرانسه بازی کرده‌است.